# Carmen Smith-Brown
Carmen Smith-Brown (geb. Smith; * 16. Februar 1943 im Saint Catherine Parish) ist eine ehemalige jamaikanische Sprinterin und Hürdenläuferin.
1962 gewann sie bei den Zentralamerika- und Karibikspielen Bronze über 80 m Hürden. Bei den British Empire and Commonwealth Games in Perth scheiterte sie über 100 Yards, 220 Yards sowie 80 m Hürden im Vorlauf und wurde Vierte mit der jamaikanischen 4-mal-110-Yards-Stafette.
Bei den Olympischen Spielen 1964 in Tokio erreichte sie über 100 m das Halbfinale. Über 80 m Hürden und in der 4-mal-100-Meter-Staffel schied sie in der ersten Runde aus.
Zwei Jahre später siegte sie bei den Zentralamerika- und Karibikspielen über 80 m Hürden und holte Bronze über 100 m. Bei den British Empire and Commonwealth Games 1966 in Kingston folgte Silber über 80 m Hürden über 100 Yards und Bronze mit der 4-mal-110-Yards-Stafette; über 100 Yards schied sie im Vorlauf aus.
Bei den Olympischen Spielen 1968 in Mexiko-Stadt kam sie weder über 100 m noch über 80 m Hürden über die erste Runde hinaus. Im Vorlauf der 4-mal-100-Meter-Staffel wurde sie mit dem jamaikanischen Team disqualifiziert.
1970 wurde sie bei den British Commonwealth Games in Edinburgh Siebte über 100 m Hürden und Fünfte in der 4-mal-100-Meter-Staffel; über 100 m erreichte sie das Halbfinale.
Über 100 m Hürden gewann sie Bronze bei den Zentralamerika- und Karibik-Meisterschaften 1971 und wurde Fünfte bei den Panamerikanischen Spielen 1975 in Mexiko-Stadt.
1966 wurde sie zu Jamaikas Sportlerin des Jahres gewählt. 

## Persönliche Bestzeiten
- 100 m: 11,6 s, 1964
- 80 m Hürden: 11,09 s, 1968